# Burgruine Ettling
Die Burgruine Ettling, auch Oettling genannt, ist die Ruine einer Wasserburg auf einer künstlichen Insel im Quellteich der Kelsbachquelle, dem Wiederaustritt des bei Hagenstetten meist versickernden Oberen Kelsbaches. Sie befindet sich im gleichnamigen Ortsteil Ettling des Marktes Pförring im Landkreis Eichstätt in Bayern.

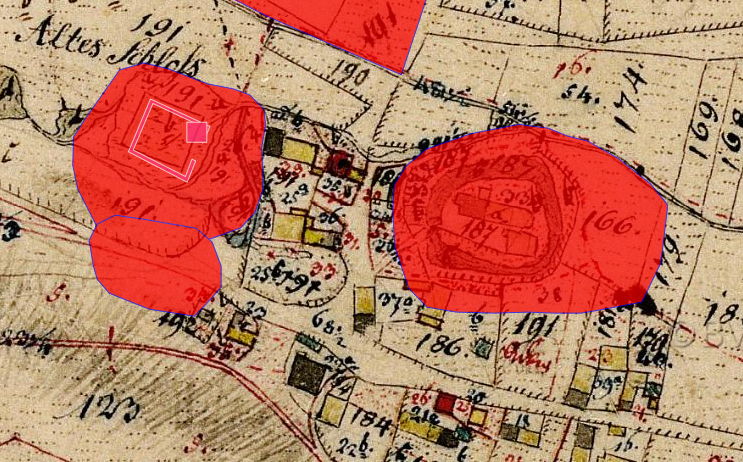
Lageplan von Burgruine Ettling (links) und Burgstall Ettling (rechts) auf dem Urkataster von Bayern

Neben der Burg Ettling befand sich rund 180 Meter östlich der Burgruine eine weitere Wasserburg im Ort, sie ist nur noch als Burgstall erhalten und heute größtenteils überbaut. Ob es sich bei dieser früheren Turmhügelburg (Motte) um eine Vorburg der Burg Ettling handelte oder um eine eigenständige Burganlage, ist nicht bekannt.
Die Anlage ist unter der Aktennummer D-1-76-153-29  als denkmalgeschütztes Baudenkmal von Ettling verzeichnet. Ebenso wird sie als Bodendenkmal unter der Aktennummer D-1-7135-0182 im Bayernatlas als „mittelalterliche und frühneuzeitliche Befunde im Bereich der Burgruine Ettling“ geführt.

## Geschichte
1090 wurde erstmals das edelfreie Geschlecht der Oetlinger mit dem Leitnamen Reginold erwähnt, ob auf sie schon der Bau der Burg zurückgeht, ist nicht bekannt. Sie nennen sich ab 1151 auch nach der Burg Reifenberg bei Ebermannstadt in Oberfranken, sie waren Schirmherren des Klosters Schamhaupten und Truchsesse des Klosters Rohr. Dieses Geschlecht starb mit Reginold IV. 1190 aus, er fiel während des dritten Kreuzzuges unter der Führung von Friedrich Barbarossa vor Adrianopel.
1248 wurde erstmals ein bayerischer Ministeriale der Grafen von Vohburg oder des Klosters Niederalteich genannt, der 1270 Landrichter in Vohburg an der Donau war. Zu dieser Familie gehörte auch der Ritter Konrad von Oettling, er hatte 1302 vermutlich ein Verhältnis mit Mechthild von Nassau, der Ehefrau von Herzog Rudolf I. dem Stammler, der ihn auf der Burg Schiltberg gefangen nahm und in München köpfen ließ.

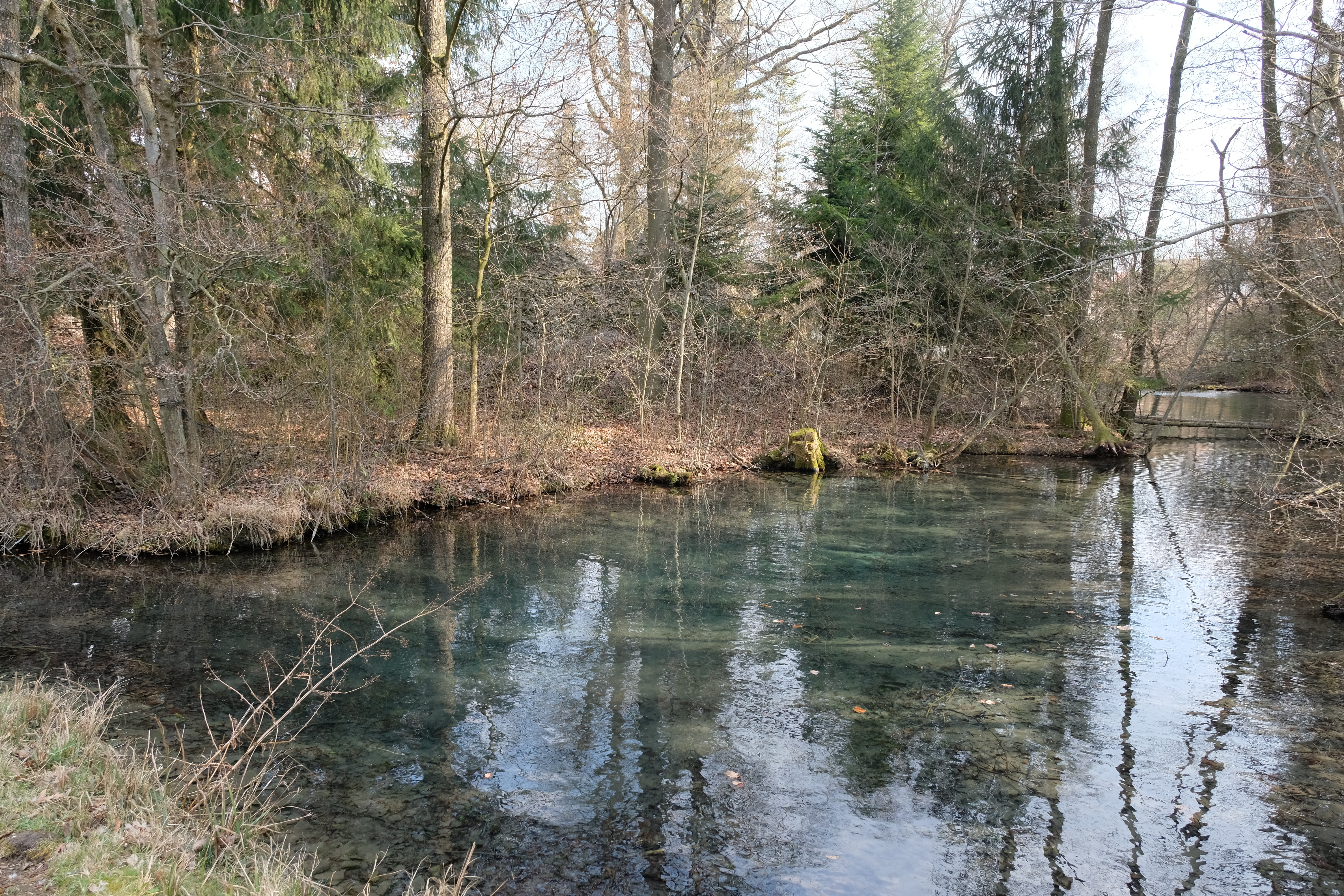
Der Kelsbach bei Burg Ettling

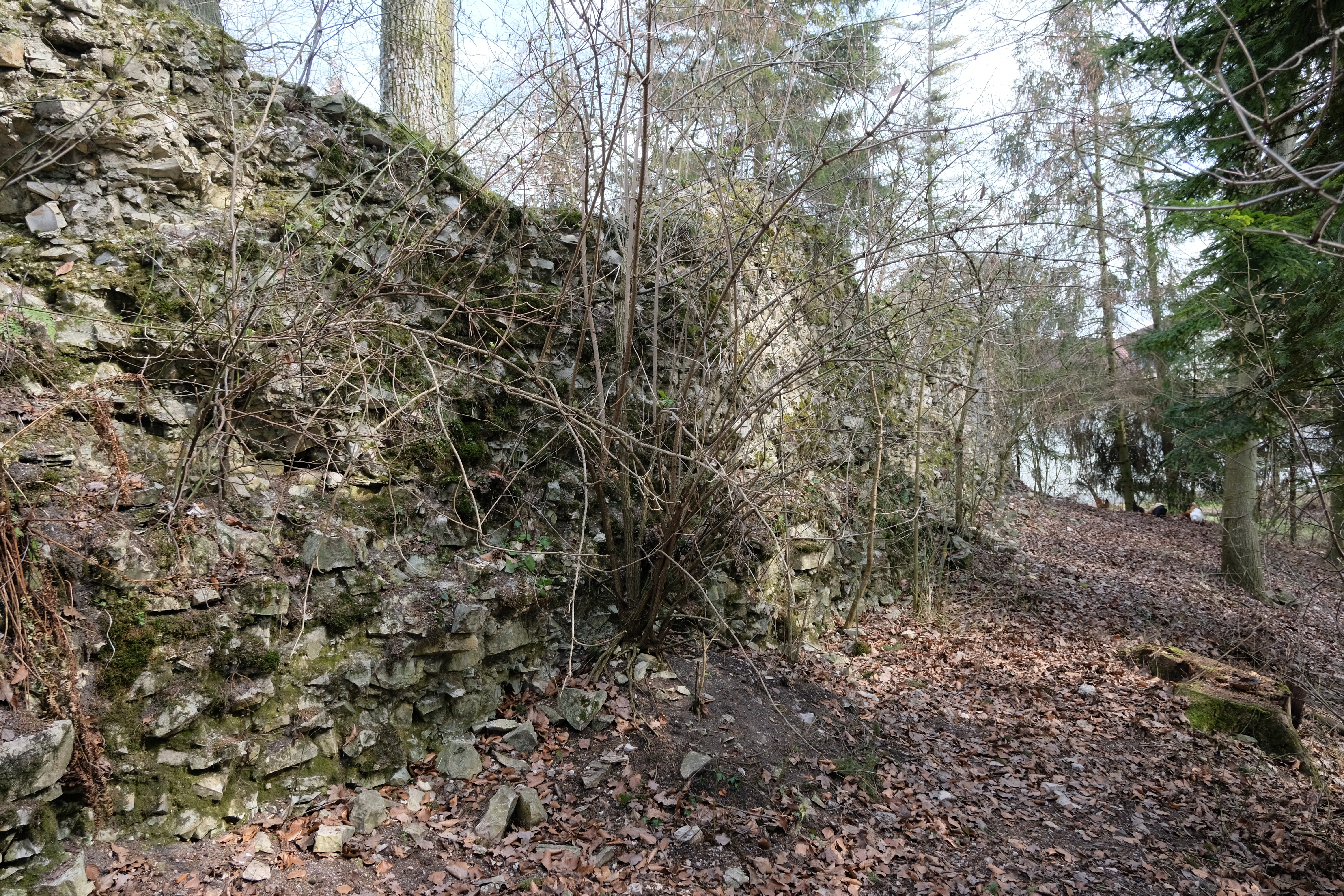
Die Mauer von Burg Ettling

Die Veste Oetling war bis 1405 im Besitz der Oettlinger, ab 1415 war sie der Sitz von Hans des Sandersdorfers. Zwischen 1418 und 1480 war die Burg nach Verkauf im Besitz des Hans Laiminger, 1490 durch Heirat oder Erbschaft Eigentum der Schmiechen von Wackerstein, sie erwarben 1469 auch die Burg Wackerstein.
1534 kam sie an die Notthaft zu Wernberg, 1729 dann an das Kurfürstentum Bayern. 1568 war die Burg wohl noch intakt, anschließend wurde sie aufgelassen und verfiel daraufhin.
Heute ist die Burgruine als Baudenkmal D-1-76-153-29 „Ehemalige Wasserburg Oettling, Teile des Palas und der Ringmauern, erstmals genannt, 1403, spätmittelalterlich; Teile der ehemaligen Burgkapelle St. Peter, gleichzeitig; am Kelsbach gelegen“ sowie als Bodendenkmal D-1-7135-0182 „Untertägige mittelalterliche und neuzeitliche Teile im Bereich der Burgruine Ettling“ vom Bayerischen Landesamt für Denkmalpflege erfasst. Im Jahr 1982 wurde eine Informationstafel aufgestellt.

## Beschreibung

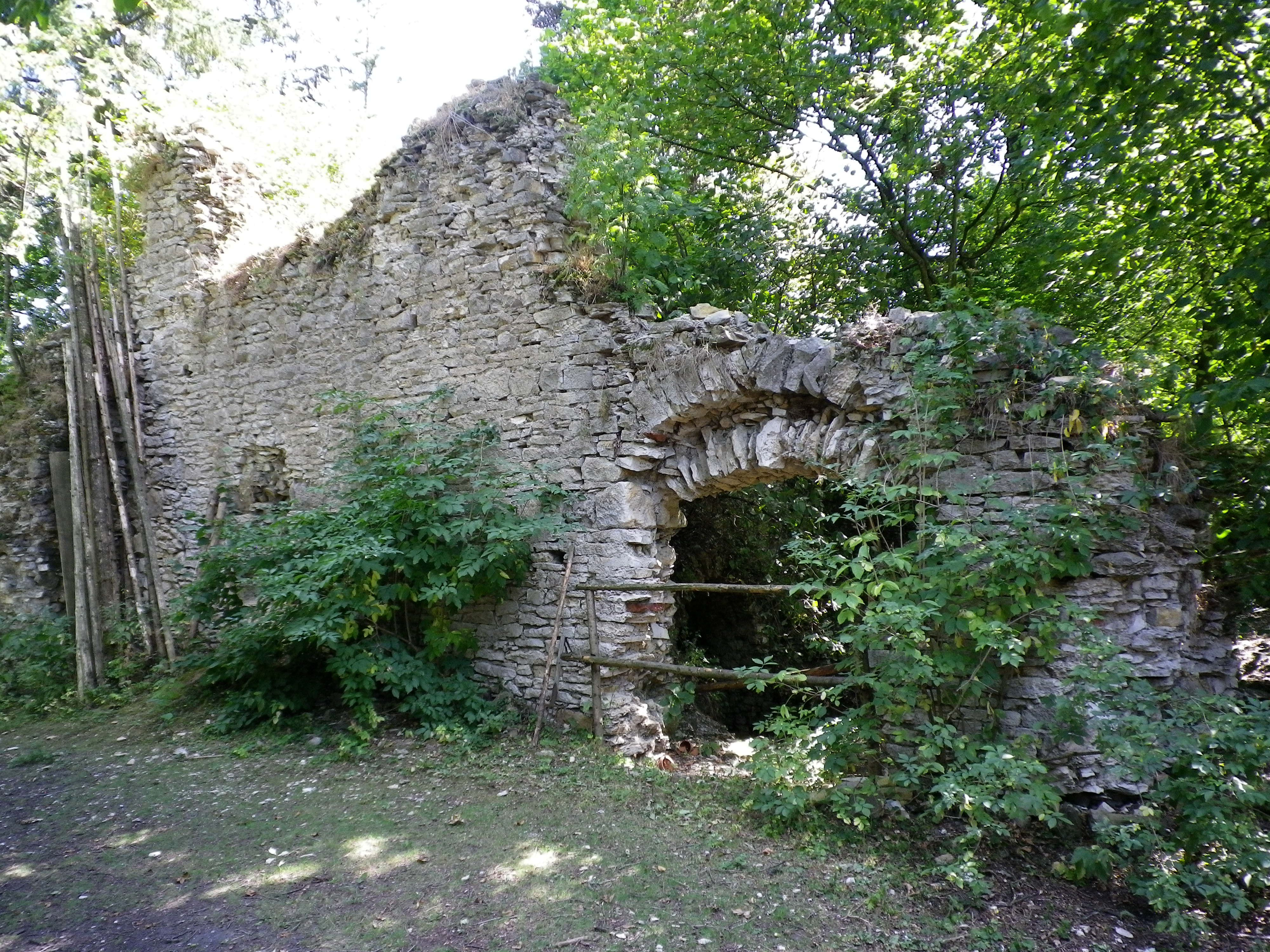
Torbau mit Segmentbogen

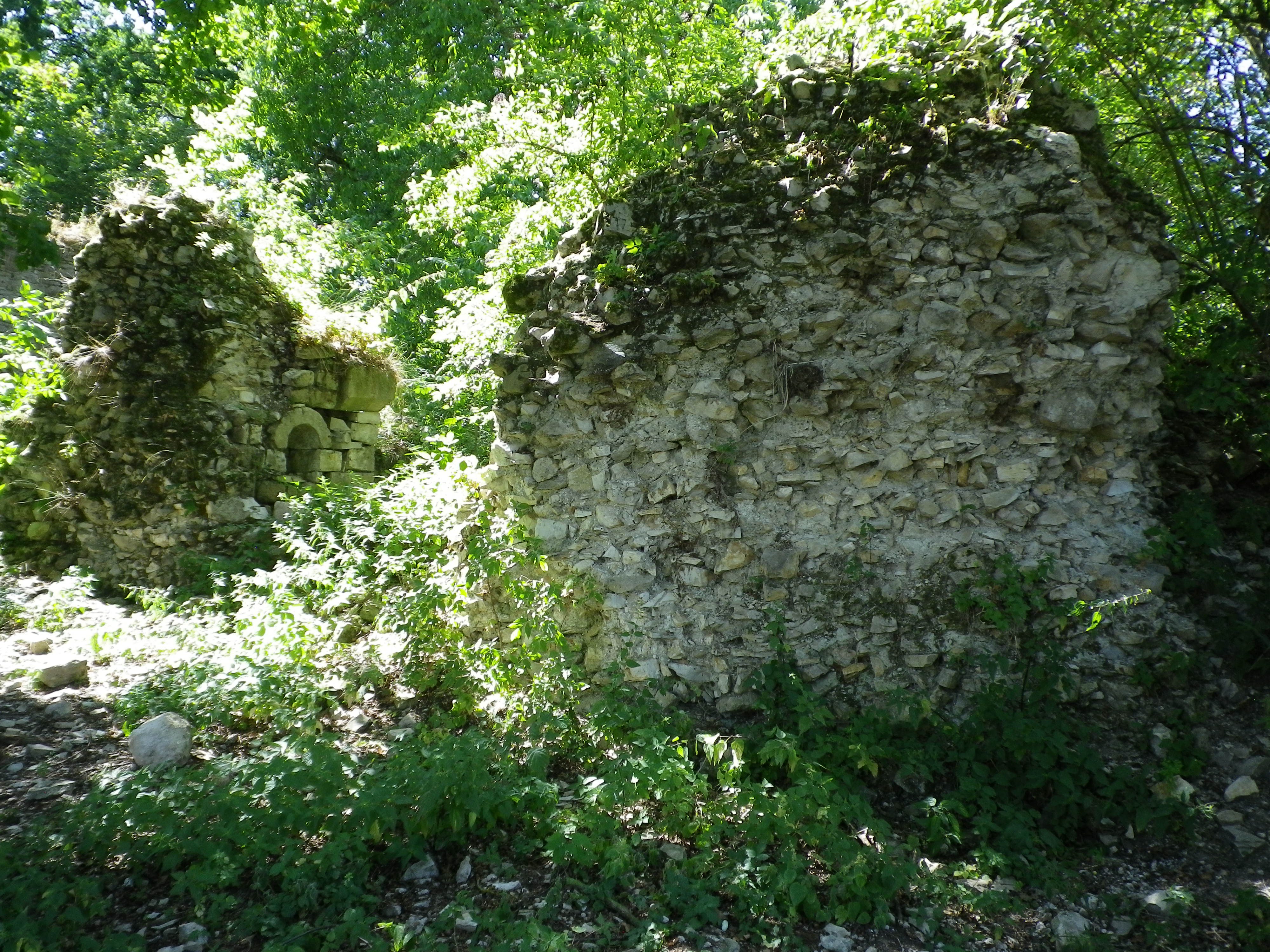
Mauerreste der Burg

Die quadratische, kastellartig angelegte Wasserburg liegt zwischen zwei Bacharmen kurz unterhalb des Quellbereiches des Kelsbaches. Dieser von fünf starken Quellen gespeiste Bereich wurde früher wohl zu einem kleinen See aufgestaut und schützte so die Burganlage. Von der Wasserburg haben sich die mit Bruchsteinmauerwerk erbauten Ruinen des noch sechs bis acht Meter hohen Beringes, des Hauptwohngebäudes mit einem gewölbten Kellerraum, eines Torbaues mit Segmentbogen sowie der früheren Burgkapelle St. Peter erhalten.